# Rohnert Park
Rohnert Park é uma cidade localizada no estado americano da Califórnia, no condado de Sonoma. Foi incorporada em 28 de agosto de 1962.

## Geografia
De acordo com o United States Census Bureau, a cidade tem uma área de 18,16 km², onde 18,13 km² estão cobertos por terra e 0,03 km² por água.

### Localidades na vizinhança
O diagrama seguinte representa as localidades num raio de 16 km ao redor de Rohnert Park.

## Demografia
Segundo o censo nacional de 2010, a sua população é de 40 971 habitantes e sua densidade populacional é de 4 204,57 hab/km². É a cidade mais densamente povoada do condado de Sonoma. Possui 16 551 residências, que resulta em uma densidade de 912,91 residências/km².